# Tweekend
| Совокупная оценка    | Совокупная оценка |
| Источник             | Оценка            |
| -------------------- | ----------------- |
| Metacritic           | (62/100)          |
| Оценки критиков      |                   |
| Источник             | Оценка            |
| Allmusic             | [ 2 ]             |
| Alternative Press    | [ 1 ]             |
| The Austin Chronicle | [ 3 ]             |
| Billboard            | (положительно)    |
| Blender              | [ 1 ]             |
| Entertainment Weekly | B−                |
| Neumu.net            | [ 6 ]             |
| PopMatters           | [ 1 ] [ 7 ]       |
| Q                    | [ 1 ]             |
| Rolling Stone        | [ 8 ]             |
| Spin                 | (5/10)            |

Tweekend — второй студийный альбом американского электронного дуэта The Crystal Method, вышедший в 2001 году. Среди синглов, вышедших с альбома, был «Name of the Game» — один из основных хитов группы, который использовался во многих фильмах, телесериалах и рекламе. Несмотря на популярность этой песни, The Crystal Method практически никогда не исполняют её на концертах. Другими двумя синглами с альбома стали «Murder» (также известный как «You Know It’s Hard») и «Wild, Sweet and Cool».

## Список композиций
1. «PHD» — 6:27
2. «Wild, Sweet and Cool»1 — 3:54
3. «Roll It Up» — 6:02
4. «Murder (You Know It’s Hard)»² — 4:43
5. «Name of the Game»³ — 4:19
6. «The Winner» — 5:11
7. «Ready For Action»4 — 5:01
8. «Ten Miles Back»5 — 7:00
9. «Over the Line» — 6:54
10. «Blowout» — 7:57
11. «Tough Guy» — 11:32
  - Содержит скрытый трек с ремиксом на «Name of the Game»

1гитара — Том Морелло (англ. Tom Morello)

²вокал — Скотт Вейлэнд (англ. Scott Weiland), гитара — Даг Грен (англ. Doug Grean).

³гитара — Том Морелло (англ. Tom Morello), скрэтчинг —DJ Swamp, вокал Райан «Рю» Магинн (англ. Ryan "Ryu" Maginn).

4вокал Райан «Рю» Магинн (англ. Ryan "Ryu" Maginn).

5вокал — Джулия Галлиос (англ. Julie Gallios).
Примечание: на другой версии альбома треки «Murder» и «Over the Line» поменяны местами.
В австралийском/новозеландском издании альбом комплектовался бонусным диском со следующими треками:
1. Busy Child (Überzone Mix)
2. Name of the Game (Hybrid Blackout in LA Mix)
3. Name of the Game (Eric Kupper's Deep Dub Mix)
4. You Know It’s Hard (John Creamer & Stephane K Mix)
5. You Know It’s Hard (Dub Pistols Dub Mix)
6. You Know It’s Hard (Koma and Bones Mix)

## Дополнительная информация
«Name of the Game» была использована в телерекламе Hummer H3 в 2006 году.
«Roll It Up» была использована в рекламных роликах Nissan и Adidas, а также в эпизоде телесериала Тёмный ангел и в фильмах Образцовый самец и Всё или ничего
«The Winner» была использована в видеоигре FreQuency.

## Позиции в чартах
| Год  | Чарт                  | Высшая позиция |
| ---- | --------------------- | -------------- |
| 2001 | The Billboard 200     | 32             |
| 2001 | Top Canadian Albums   | 6              |
| 2001 | Top Electronic Albums | 1              |
| 2001 | Top Internet Albums   | 6              |